# Нёре-ле-ла-Деми
Нёре́-ле-ла-Деми́ (фр. Neurey-lès-la-Demie) — коммуна во Франции, находится в регионе Франш-Конте. Департамент — Верхняя Сона. Входит в состав кантона Норуа-ле-Бур. Округ коммуны — Везуль.
Код INSEE коммуны — 70381.

## География
Коммуна расположена приблизительно в 320 км к юго-востоку от Парижа, в 40 км севернее Безансона, в 6 км к юго-востоку от Везуля.
Около половины территории коммуны занимают леса.

## Население
Население коммуны на 2010 год составляло 347 человек.
| 1962 | 1968 | 1975 | 1982 | 1990 | 1999 | 2010 |
| ---- | ---- | ---- | ---- | ---- | ---- | ---- |
| 449  | 471  | 441  | 414  | 352  | 344  | 347  |

## Экономика
В 2010 году среди 145 человек трудоспособного возраста (15—64 лет) 110 были экономически активными, 35 — неактивными (показатель активности — 75,9 %, в 1999 году было 66,4 %). Из 110 активных жителей работали 104 человека (47 мужчин и 57 женщин), безработными было 6 (6 мужчин и 0 женщин). Среди 35 неактивных 13 человек были учениками или студентами, 17 — пенсионерами, 5 были неактивными по другим причинам.